# Гарлате
Гарла̀те (на италиански: Garlate, на западноломбардски: Garlàa, Гарлаа) е малко градче и община в Северна Италия, провинция Леко, регион Ломбардия. Разположено е на 205 m надморска височина, на югоизточния бряг на езеро Лаго ди Комо. Населението на общината е 2675 души (към 2014 г.).